# Ван Асбрук, Том
Том Ван Асбрук (нидерл. Tom Van Asbroeck; род. 19 апреля 1990 в Алсте, Бельгия) — бельгийский профессиональный шоссейный велогонщик, выступающий за команду мирового тура «EF Pro Cycling».

## Достижения
2011
1-й Омлоп Хет Ниувсблад U23
3-й Гран-при Верегема
2012
1-й Классика Бевербека
1-й Гран-при Гела
Чемпионат мира
3-й  Групповая гонка U23
2013
1-й Гран-при Жан-Пьера Монсере
2014
1-й UCI Europe Tour
1-й Шоле — Земли Луары
1-й Гран-при Бекмана-Де Калюве
Вуэльта Андалусии
1-й  Горная классификация
2-й Гран-при Фурми
2-й Нокере Курсе
2-й Гран-при Соммы
2-й Натионале Слёйтингспрейс
2-й Гран-при Ефа Схеренса
2-й Гойксе Пейл
3-й Дрёйвенкурс Оверейсе
3-й Тур Мюнстера
4-й Тур Валлонии
1-й Этап 4
6-й Гент — Вевельгем
6-й Петли Майена
1-й  Очковая классификация
7-й Дварс дор Фландерен
2015
2-й Натионале Слёйтингспрейс
3-й Бенш — Шиме — Бенш
3-й Хейстсе Пейл
2016
Тур Пуату — Шаранты
1-й  Очковая классификация
1-й Этап 2
Арктическая гонка Норвегии
1-й  Горная классификация
2-й Полларе — Нинове
2-й Гран-при Ланссенс — Крелан
3-й Омлоп ван де Мелле
2017
1-й Гран-при Эйгена Роггемана

## Статистика выступлений

### Гранд-туры
| Гонка           | 2015 | 2016 | 2017 |
| --------------- | ---- | ---- | ---- |
| Джиро д'Италия  | —    | —    | —    |
| Тур де Франс    | —    | —    | —    |
| Вуэльта Испании | 110  | —    | 133  |

| — | Не участвовал |